# Rick Buckler
Paul Richard "Rick" Buckler (6 desembre 1955 – 17 febrer 2025) va ser un músic de pop anglès, i anterior bateria de The Jam.

## Anys primerencs
Buckler va néixer en la ciutat de Woking en el comtat de Surrey, Anglaterra. Va rebre la seva educació al Sheerwater Institut, en Woking. Mentre hi estudiava en els primerencs 1970 va unir-se a altres alumnes en una banda de nova formació que van anomenar The Jam.

## The Jam
Fou bateria des de la seva formació en els primers anys 70 fins al seu trencament a primers anys 80, durant aquest temps esdevingué una banda aclamada per la crítica i amb èxit comercial amb un so original part del moviment post-punk "Mod Revival"; moviment referit sobre tot a la música i la moda en l'Anglaterra del període. Tot i que la banda era creativament dominada pel seu guitarrista i cantant principal Paul Weller, la seva secció de ritme de Buckler (bateria) i Bruce Foxton (guitarra de baix) era integral al seu so.
La banda es va trencar a petició de Weller en 1982, i Buckler i Weller, a banda d'una breu salutació intercanviada en coincidències fortuïtes, no s'han parlat entre si.

## Carrera post-Jam
El 1983, Buckler va crear una nova banda anomenada Time UK, tocant ell mateix la bateria, Jimmy Edwards, Ray Simone, Danny Kustow i el baixista Martin Gordon. La durada d'en Gordon fou breu: va gravar demostracions i va interpretar un sol concert amb la banda abans de ser reemplaçat per Nick South. Time UK va vendre prop de 60.000 còpies del seu primer senzill "The Cabaret".
A mitjans de la dècada de 1980, Buckler es va unir breument amb el seu antic company de banda Jam, Fox Bruce Foxton i amb Jimmy Edwards. Van conformar una nova banda anomenada Sharp, gravant algunes cançons noves per a l'editora "Unicorn" (empresa de curta durada). Aquests enregistraments van ser reeditats posteriorment en un llançament d'antologia del grup: 'Time UK'
Després de la dissolució de Time-UK, Buckler es va traslladar a la gravació, produint l'àlbum Bound for Glory de The Highliners, on també va tocar durant un breu període de 1990. També va produir el disc debut en 1989 del grup The Family Cat.

## Jubilació de la indústria de música
En el mitjans 1990 Buckler va abandonar l'activitat i va ser empresari de restauració i comerç de moble antic en Woking, Surrey.

## Retorn a música - From The Jam

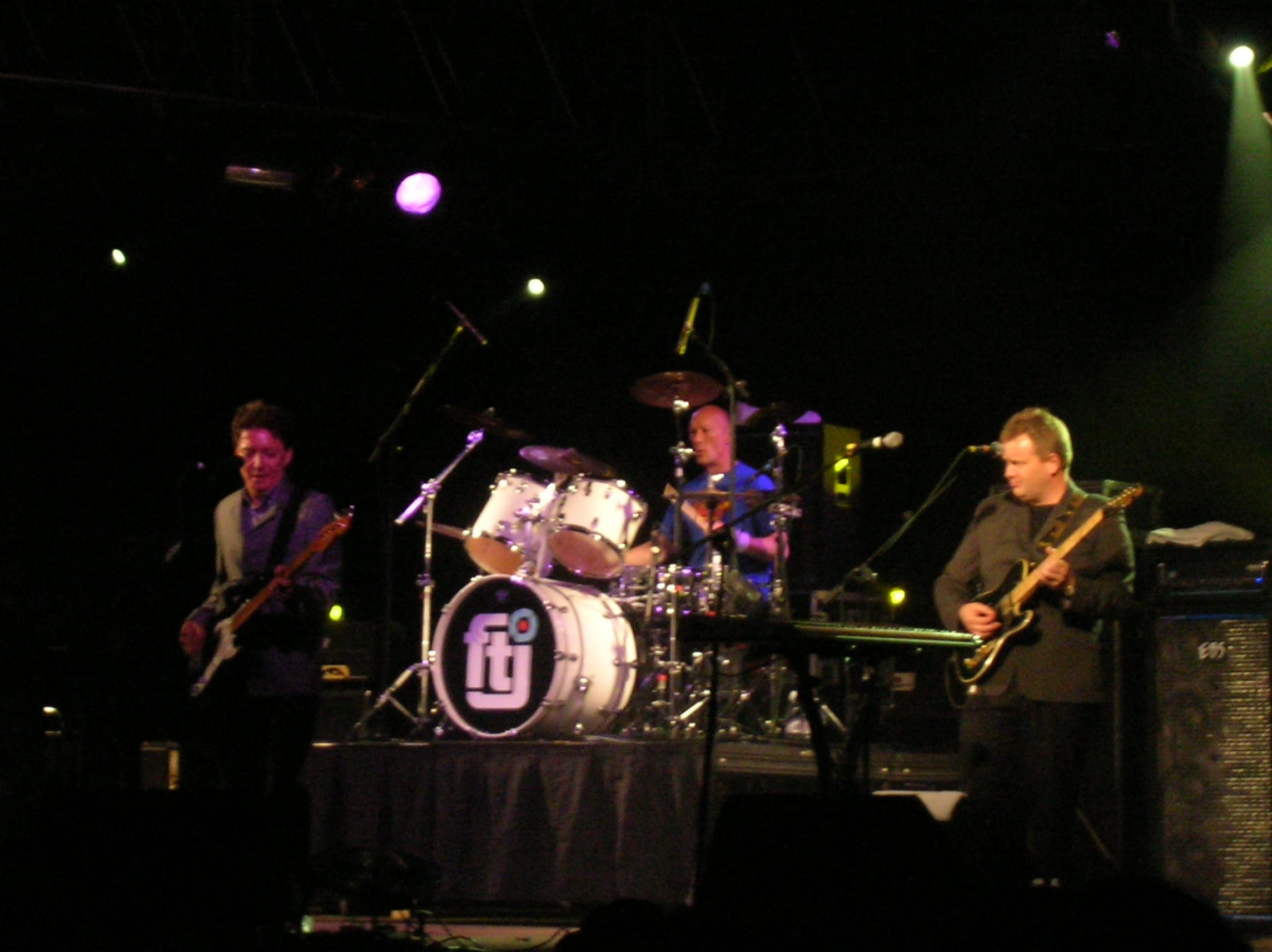
From The Jam. Rick Buckler a la bateria. Concert en Bingley Music Live (01/09/2007)

Al novembre de 2005, Buckler va tornar a entrar a la música professional quan va formar una nova banda anomenada The Gift, (nom de l'àlbum final de The Jam), amb Russell Hastings (veu principal i guitarra) i Dave Moore (Baix), amb ell mateix bateria, interpretant exclusivament materials antics del catàleg de The Jam. L'any 2007, l'ex-intèrpret de Jam Bruce Foxton, es va unir com a baixista (Moore es va mudar a la guitarra rítmica i teclats) i la nova banda va començar a presentar-se sota el nom de From The Jam. Després de quatre anys de gira, Buckler va sortir de The Jam el setembre de 2009, sent reemplaçat per Mark Brzezicki. La crítica del nou acte des de la distància de Paul Weller va confirmar que no anava a ser un mitjà per a una reunió de la banda original, i Buckler va pensar que seguir actuant sense Weller feia que s'arriscaren ell i Foxton a trobar-se en la curiosa situació de convertir-se en una banda d'homenatge de The Jam.
Dins 2011 Buckler va unir una banda nova de curta vida If. Els components: Tim V en veus, Ian Whitewood i Buckler en sengles bateries, així com Tony Morrison en la guitarra, i Al Campbell en el baix. (Tim V i Alan Campbell, antics membres de Sham 69 del mateix Comtat que en Buckler)

## Administració i direcció musical
L'any 2013 Buckler es va canviar al paper de consultoria en gestió de nombrosos nous projectes musicals, incloent la cantant-guitarrista Sarah Jane i la banda 'The Brompton Mix'.
L'autobiografia d'en Buckler titulada: That's Entertainment: My Life in The Jam, va ser publicada durant 2015 per Omnibus Press.

## Vida personal
Buckler i la seva muller Lesley vivien a una zona residencial de Woking, West End, amb dos nens, Jason (nascut en1986) i Holly (n.1993).